# Ilkka Törrönen
Ilkka Veikko Santeri Törrönen (Joensuu, 27 giugno 1914 – 2 maggio 1943) è stato un cestista finlandese.

## Carriera
Con la Finlandia ha disputato i Campionati europei del 1939.
Pilota nello Squadrone 24 durante la Guerra di continuazione, risultò disperso in azione con il suo aereo nel Golfo di Finlandia il 2 maggio 1943 e venne dichiarato morto.